# 43e cérémonie des Golden Globes
La 43e cérémonie des Golden Globes a eu lieu le 24 janvier 1986, récompensant les films et séries diffusés en 1985 et les professionnels s'étant distingués cette année-là.

## Palmarès
Les lauréats sont indiqués ci-dessous en premier de chaque catégorie et en caractères gras.

### Cinéma

#### Meilleur film dramatique
- Out of Africa
  - La Couleur pourpre (The Color Purple)
  - Le Baiser de la femme araignée (Beijo da mulher aranha)
  - Runaway Train
  - Witness

#### Meilleur film musical ou comédie
- L'Honneur des Prizzi (Prizzi's Honor)
  - Retour vers le futur (Back to the Future)
  - Chorus Line (A Chorus Line)
  - Cocoon
  - La Rose pourpre du Caire (The Purple Rose of Cairo)

#### Meilleur réalisateur
- John Huston pour L'Honneur des Prizzi (Prizzi's Honor)
  - Richard Attenborough pour Chorus Line (A Chorus Line)
  - Sydney Pollack pour Out of Africa
  - Steven Spielberg pour La Couleur pourpre (The Color Purple)
  - Peter Weir pour Witness

#### Meilleur acteur dans un film dramatique
- Jon Voight pour le rôle d'Oscar Manheim dans Runaway Train
  - Harrison Ford pour le rôle de John Book dans Witness
  - Gene Hackman pour le rôle d'Harry MacKenzie dans Soleil d'automne (Twice in a Lifetime)
  - William Hurt pour le rôle de Luis Molina dans Le Baiser de la femme araignée (Beijo da mulher aranha)
  - Raúl Juliá pour le rôle de Valentin Arregui dans Le Baiser de la femme araignée (Beijo da mulher aranha)

#### Meilleure actrice dans un film dramatique
- Whoopi Goldberg pour le rôle de Celie Harris-Johnson dans La Couleur pourpre (The Color Purple)
  - Anne Bancroft pour le rôle de mère Miriam dans Agnès de Dieu (Agnes of God)
  - Cher pour le rôle de Rusty Dennis dans Mask
  - Geraldine Page pour le rôle de Carrie Watts dans Mémoires du Texas (The Trip to Bountiful)
  - Meryl Streep pour le rôle de Karen Christence Dinesen Blixen dans Out of Africa

#### Meilleur acteur dans un film musical ou une comédie
- Jack Nicholson pour le rôle de Charley Partanna dans L'Honneur des Prizzi (Prizzi's Honor)
  - James Garner pour le rôle de Murphy Jones dans Murphy's Romance
  - Griffin Dunne pour le rôle de Paul Hackett dans After Hours
  - Michael J. Fox pour le rôle de Marty McFly dans Retour vers le futur (Back to the Future)
  - Jeff Daniels pour le rôle de Tom Baxter / Gil Shepherd dans La Rose pourpre du Caire (The Purple Rose of Cairo)

#### Meilleure actrice dans un film musical ou une comédie
- Kathleen Turner pour le rôle d'Irene Walker dans L'Honneur des Prizzi (Prizzi's Honor)
  - Mia Farrow pour le rôle de Cecilia dans La Rose pourpre du Caire (The Purple Rose of Cairo)
  - Sally Field pour le rôle d'Emma Moriarty dans Murphy's Romance
  - Rosanna Arquette pour le rôle de Roberta Glass dans Recherche Susan désespérément (Desperately Seeking Susan)
  - Glenn Close pour le rôle de Jan / Maxie dans Maxie

#### Meilleur acteur dans un second rôle
- Klaus Maria Brandauer pour le rôle de Baron Bror Blixen dans Out of Africa
  - Eric Stoltz pour le rôle de Roy Dennis dans Mask
  - John Lone pour le rôle de Joey Tai dans L'Année du dragon (Year of the Dragon)
  - Eric Roberts pour le rôle de Buck dans Runaway Train
  - Joel Grey pour le rôle de Chiun dans Remo sans arme et dangereux (Remo Williams: The Adventure Begins)

#### Meilleure actrice dans un second rôle
- Meg Tilly pour le rôle de sœur Agnes dans Agnès de Dieu (Agnes of God)
  - Sonia Braga pour le rôle de Leni / Marta dans Le Baiser de la femme araignée (Beijo da mulher aranha)
  - Anjelica Huston pour le rôle de Maerose Prizzi dans L'Honneur des Prizzi (Prizzi's Honor)
  - Amy Madigan pour le rôle de Sunny dans Soleil d'automne (Twice in a Lifetime)
  - Kelly McGillis pour le rôle de Rachel Lapp dans Witness
  - Oprah Winfrey pour le rôle de Sofia dans La Couleur pourpre (The Color Purple)

#### Meilleur scénario
- La Rose pourpre du Caire (The Purple Rose of Cairo) – Woody Allen
  - Retour vers le futur (Back to the Future) – Bob Gale et Robert Zemeckis
  - Witness – William Kelley et Earl W. Wallace
  - L'Honneur des Prizzi (Prizzi's Honor) – Janet Roach et Richard Condon
  - Out of Africa – Kurt Luedtke

#### Meilleure chanson originale
- Say You, Say Me interprétée par Lionel Richie – Soleil de nuit (White Nights)
  - The Power of Love interprétée par Huey Lewis – Retour vers le futur (Back to the Future)
  - We Don't Need Another Hero interprétée par Tina Turner – Mad Max : Au-delà du dôme du tonnerre (Mad Max: Beyond Thunderdome)
  - A View to a Kill interprétée par Duran Duran – Dangereusement vôtre (A View to a Kill)
  - Rhythm of the Night interprétée par DeBarge – Le Dernier dragon (The Last Dragon)

#### Meilleure musique de film
- Out of Africa – John Barry
  - La Couleur pourpre (The Color Purple) – Quincy Jones
  - Witness – Maurice Jarre
  - L'Année du dragon (Year of the Dragon) – David Mansfield
  - Soleil de nuit (White Nights)  – Michel Colombier

#### Meilleur film étranger
- L'Histoire officielle (La historia oficial) •  Argentine
  - Ran (乱) •  Japon
  - Papa est en voyage d'affaires (Otac na sluzbenom putu) •  Yougoslavie
  - Colonel Redl (Oberst Redl) •  Hongrie/ Allemagne de l'Ouest/ Autriche
  - L'Année du soleil calme (Rok spokojnego słońca) •  Pologne

### Télévision
Note : le symbole « ♕ » rappelle le gagnant de l'année précédente (si nomination).

#### Meilleure série dramatique
- Arabesque (Murder She Wrote) ♕
  - Deux flics à Miami (Miami Vice)
  - Hôpital St Elsewhere (St. Elsewhere)
  - Cagney et Lacey (Cagney and Lacey)
  - Dynastie (Dynasty)

#### Meilleure série musicale ou comique
- Les Craquantes (The Golden Girls)
  - Cosby Show (The Cosby Show) ♕
  - Clair de lune (Moonlighting)
  - Aline et Cathy (Kate and Allie)
  - Sacrée Famille (Family Ties)

#### Meilleure mini-série ou meilleur téléfilm
- Le Joyau de la couronne (The Jewel in the Crown)
  - Do You Remember Love
  - Un printemps de glace (An Early Frost)
  - Mort d'un commis voyageur (Death of a Salesman)
  - Amos

#### Meilleur acteur dans une série dramatique
- Don Johnson pour le rôle de Sonny Crockett dans Deux flics à Miami (Miami Vice)
  - Philip Michael Thomas pour le rôle de  Rico Tubbs dans Deux flics à Miami (Miami Vice)
  - Daniel J. Travanti pour le rôle de Frank Furillo dans Capitaine Furillo (Hill Street Blues)
  - John Forsythe pour le rôle de Blake Carrington dans Dynastie (Dynasty)
  - Tom Selleck pour le rôle de Magnum dans Magnum (Magnum, P.I.) ♕

#### Meilleure actrice dans une série dramatique
(ex æquo)
- Sharon Gless pour le rôle de  Christine Cagney dans Cagney et Lacey (Cagney and Lacey)
- Tyne Daly pour le rôle de Mary Beth Lacey dans Cagney et Lacey (Cagney and Lacey)
  - Angela Lansbury pour le rôle de Jessica Fletcher dans Arabesque (Murder She Wrote) ♕
  - Linda Evans pour le rôle de Krystle Carrington dans Dynastie (Dynasty)
  - Joan Collins pour le rôle d'Alexis Morrell Carrington dans Dynastie (Dynasty)

#### Meilleur acteur dans une série musicale ou comique
- Bill Cosby pour le rôle de Cliff Huxtable dans Cosby Show (The Cosby Show) ♕
  - Bruce Willis pour le rôle de David Addison dans Clair de lune (Moonlighting)
  - Michael J. Fox pour le rôle d'Alex Keaton dans Sacrée Famille (Family Ties)
  - Bob Newhart pour le rôle de Dick Loudon dans Newhart
  - Tony Danza pour le rôle de Tony Micelli dans Madame est servie (Who's the Boss?)
  - Ted Danson pour le rôle de Sam Malone dans Cheers

#### Meilleure actrice dans une série musicale ou comique
- Cybill Shepherd pour le rôle de Maddie Hayes dans Clair de lune (Moonlighting)
  - Estelle Getty pour le rôle de Sophia Petrillo dans Les Craquantes (The Golden Girls)
  - Beatrice Arthur pour le rôle de Dorothée (Dorothy) Zbornak dans Les Craquantes (The Golden Girls)
  - Rue McClanahan pour le rôle de Blanche Devereaux dans Les Craquantes (The Golden Girls)
  - Betty White pour le rôle de Rose Nylund dans Les Craquantes (The Golden Girls)

#### Meilleur acteur dans une mini-série ou un téléfilm
- Dustin Hoffman pour le rôle de Willy Loman dans Mort d'un commis voyageur (Death of a Salesman)
  - Richard Chamberlain pour le rôle de Raoul Wallenberg dans Wallenberg: A Hero's Story
  - Richard Crenna pour le rôle de Richard Beck dans Le Viol de Richard Beck (The Rape of Richard Beck)
  - Kirk Douglas pour le rôle d'Amos Lasher dans Amos
  - Peter Strauss pour le rôle d'Abel Rosnovski dans Kane and Abel

#### Meilleure actrice dans une mini-série ou un téléfilm
- Liza Minnelli pour le rôle de Mary-Lou Weisman dans Cœur en sursis (A Time to Live)
  - Gena Rowlands pour le rôle de Katherine Pierson dans Un printemps de glace (An Early Frost)
  - Marlo Thomas pour le rôle de Tess Lynd dans Consenting Adult
  - Peggy Ashcroft pour le rôle de Barbie Batchelor dans Le Joyau de la couronne (The Jewel in the Crown)
  - Joanne Woodward pour le rôle de Barbara Wyatt-Hollis dans Do You Remember Love

#### Meilleur acteur dans un second rôle dans une série, une mini-série ou un téléfilm
- Edward James Olmos pour le rôle de Marty Castillo dans Deux flics à Miami (Miami Vice)
  - Ed Begley Jr. pour le rôle de Dr Victor Ehrlich dans Hôpital St Elsewhere (St. Elsewhere)
  - Bruce Weitz pour le rôle de Mick Belker dans Capitaine Furillo (Hill Street Blues)
  - Richard Farnsworth pour le rôle de Grand Pettitt dans Chase
  - John James pour le rôle de Jeff Colby dans Dynastie (Dynasty)
  - John Malkovich pour le rôle de Biff Loman dans Mort d'un commis voyageur (Death of a Salesman)
  - Pat Morita pour le rôle de Tommy Tanaka dans Amos
  - David Carradine pour le rôle de Justin LaMotte dans Nord et Sud (North and South)

#### Meilleure actrice dans un second rôle dans une série, une mini-série ou un téléfilm
- Sylvia Sidney pour le rôle de Beatrice McKenna dans Un printemps de glace (An Early Frost)
  - Lesley-Anne Down pour le rôle de Madeleine Fabray LaMotte Main dans Nord et Sud (North and South)
  - Katherine Helmond pour le rôle de Mona Robinson dans Madame est servie (Who's the Boss?)
  - Kate Reid pour le rôle de Linda Loman dans Mort d'un commis voyageur (Death of a Salesman)
  - Inga Swenson pour le rôle de Miss Gretchen Wilomena Kraus dans Benson

### Spéciales

#### Cecil B. DeMille Award
- Barbara Stanwyck

#### Miss Golden Globe
- Calista Carradine

## Récompenses et nominations multiples

### Nominations multiples

#### Cinéma
6  : L'Honneur des Prizzi, Out of Africa
 5  : La Couleur pourpre
 4  : La Rose pourpre du Caire, Retour vers le futur, Le Baiser de la femme araignée
 3  : Runaway Train
 2  : Soleil de nuit, L'Année du dragon, Murphy's Romance, Agnès de Dieu, Mask, Soleil d'automne, Chorus Line

#### Télévision
4  : Deux flics à Miami, Les Craquantes, Mort d'un commis voyageur
 3  : Cagney et Lacey, Un printemps de glace, Amos, Clair de lune
 2  : Madame est servie, Capitaine Furillo, Do You Remember Love, Le Joyau de la couronne, Cosby Show, Arabesque, Sacrée Famille, Nord et Sud, Hôpital St Elsewhere

#### Personnalités
2  : Michael J. Fox

### Récompenses multiples

#### Cinéma
4 / 6 : L'Honneur des Prizzi
3 / 6 : Out of Africa,

#### Télévision
2 / 4 : Deux flics à Miami
2 / 3 : Cagney et Lacey

#### Personnalité
Aucune

### Les grands perdants

#### Cinéma
0 / 6 : Witness

#### Télévision
0 / 5 : Dynastie